# Riverdale (Georgia)
Riverdale – miasto w Stanach Zjednoczonych, w stanie Georgia, w hrabstwie Clayton.